# 超人前传 (第四季)
《超人前傳》（英語：Smallville）是美國WB電視台播出的電視劇，講述氪星人克拉克·肯特早年生活中的經歷及冒險。該劇由阿爾弗雷德·高夫與麥爾斯·米勒主創，第四季的首集《奮戰不懈》於2004年9月22日首播，季終集《畢業典禮》（Commencement）則於2005年5月18日播出，全季共包含22集。在第四季中，克拉克的高中生活即將結束，拉娜交了一位新男友傑森·帝克（Jason Teague），與萊克斯的友誼逐漸出現裂痕，且還要找尋散落各地的三顆神秘藝石，阻止世界毀滅。第四季的主要演員包含湯姆·威靈、克莉斯汀·克魯克、麥可·羅森巴姆、詹森·艾克爾斯、艾莉森·麥克、埃莉卡·杜蘭斯、約翰·格洛弗、安妮特·奧圖勒與約翰·施奈德等人。
角色露易絲·藍恩（杜蘭斯飾演）與傑森·帝克（艾克爾斯飾演）在該季中首次登場。此外，第四季中還出現了幾位DC漫畫角色，如巴特·艾倫、怪傑先生、山姆·藍恩（Sam Lane）與露西·蓮恩等。第四季的DVD於2005年9月13日發布。第四季的收視表現較上一季差，平均每集皆有440萬人收看，而上一季則是496萬人。該季在根據尼爾森收視率列出的收視人次排名中名列第124名，優於上一季的第141名。第四季的DVD於2005年9月13日發布。

## 集數
| 總集數 | 集數 | 標題     | 導演            | 編劇                         | 首播日期       | 製作代碼 | 美國收視 （百萬） |
| --- | ---- | -------- | --------------- | ---------------------------- | -------------- | -------- | ----------------- |
| 67 | 1    | 奮戰不懈 | 格雷格·畢曼     | 阿爾弗雷德·高夫、麥爾斯·米勒 | 2004年9月22日  | 2T5201   | 6.07              |
| 克拉克以凱爾的身分回到了小鎮，打算履行他的使命。凱爾飛上天空，從飛機上搶走萊克斯持有的神祕藝石。史皇博士的使者布瑞吉特·克羅斯比（Bridgette Crosby，馬戈迪·基德爾 飾演）給了瑪莎一顆黑氪石。露易絲·藍恩（埃莉卡·杜蘭斯飾演）來到小鎮調查表妹克洛之死。拉娜在巴黎交了一位新男友傑森·帝克（Jason Teague，詹森·艾克爾斯飾演），強納森仍昏迷不醒。瑪莎用黑氪石讓克拉克恢復原來的自己，與此同時，強納森甦醒過來。拉娜在自己背上發現一個與伊莎貝爾·托羅（Isobel Thoreaux）伯爵夫人墓碑上的符號相似的符號。 |      |          |                 |                              |                |          |                   |
| 68 | 2    | 過去     | 詹姆斯·馬歇爾   | 布萊恩·彼得森、凱利·薩德斯   | 2004年9月29日  | 2T5202   | 5.66              |
| 克拉克與露易絲·藍恩調查了克洛的死亡，但受到露易絲的父親山姆·藍恩（Sam Lane）將軍的阻撓。儘管如此，克拉克與露易絲仍繼續調查，並得知萊克斯一直將其實沒死的克洛藏起來，但兩人也發現，有一名殺手準備要殺死克洛。克拉克與露易絲聯手解決掉了殺手，救出克洛。 |      |          |                 |                              |                |          |                   |
| 69 | 3    | 外表     | 派特·威廉斯     | 霍莉·哈羅德                  | 2004年10月6日  | 2T5203   | 5.45              |
| 拉納的男友傑森跟隨拉娜來到斯莫維爾鎮，並擔任斯莫維爾鎮高中的美式足球助理教練。他們試圖守住戀情不外揚。數年前，艾比·芬（Abby Fine）因其醜陋外表而飽受欺凌。受不了的她決定求助於母親，她母親透過氪石改變她的容貌，但透過氪石來整形的後果就是任何與她親吻者皆會受到傷害。克拉克與露易絲一同揭發了這一切。 |      |          |                 |                              |                |          |                   |
| 70 | 4    | 忠誠     | 大衛·卡森       | 路克·休哈斯                  | 2004年10月13日 | 2T5204   | 6.2               |
| 啦啦隊隊員在美式足球選手的飲用水中加入用氪石調配而成的愛情藥水。克拉克成為了校隊的四分衛。誤喝選手的飲用水的克洛開始對克拉克展開猛烈追求，而忌妒克拉克的傑森則試圖殺了克拉克。克拉克與露易絲開始調查真相，並發現只要讓喝下飲用水的人接觸高溫即可解除其效果。 |      |          |                 |                              |                |          |                   |
| 71 | 5    | 奔跑     | 大衛·貝瑞特     | 史蒂芬·S·迪奈特              | 2004年10月20日 | 2T5205   | 5.41              |
| 克拉克試圖跟蹤扒走強納森錢包的小偷巴特·艾倫，但他擁有比克拉克還要快的移動能力。後來，巴特到肯特農場道歉，並與克拉克相當合得來，但巴特的偷竊行為始終不改也令克拉克相當不悅。萊克斯買下了一份含有氪星符號的手稿，克拉克發現其中藏有一張地圖。然而，巴特偷走了手稿，同時也使他陷入生命危險之中。克拉克救了他，但卻被巴特用氪石制住。克拉克告訴巴特他的本性不是那樣的。巴特收回了氪石，兩人言歸於好。最後，巴特離開了小鎮，表示他會在世界各地尋找其他的超能力者。 |      |          |                 |                              |                |          |                   |
| 72 | 6    | 轉移     | 詹姆斯·馬歇爾   | 陶德·史拉夫金、戴倫·史維莫   | 2004年10月27日 | 2T5206   | 5.69              |
| 另一塊神秘藝石開始朝克拉克發送訊息，克拉克追隨著訊息的來源來到李涅被關的監獄。克拉克看到李涅試圖用藝石接觸萊克斯，便迅速衝上前阻止，但也因此與李涅的身體互換。附身在克拉克身體裡的李涅發現了克拉克的超能力，便開始利用超能力為所欲為，得罪了拉娜、克洛及傑森。然而，李涅得知這種轉換有時效性，隨時都可能變回來，解決方法就是殺死自己原本的肉體。李涅前往監獄殺害克拉克，克拉克趁機利用藝石讓兩人恢復原狀。藝石掉在監獄中，被人撿走。最後，李涅去做身體檢查，發現原本讓他僅剩1個月能活的肝病已完全痊癒。 |      |          |                 |                              |                |          |                   |
| 73 | 7    | 壞運氣   | 保羅·夏皮羅     | 馬克·華沙                    | 2004年11月3日  | 2T5207   | 5.02              |
| 交換學生米克哈爾擁有操控運氣的能力，並用該項能力來干擾體育賽事。克拉克和克洛試圖搞懂米克哈爾是如何控制他人的。米克哈爾與萊克斯打賭，若他贏了便可留下，若他輸了則甘願被趕走。克拉克和克洛用常人聽不到的頻率干擾米克哈爾，讓他失去了能力。米克哈爾認輸，但萊克斯將他帶到一間秘密實驗室，讓他恢復超能力。 |      |          |                 |                              |                |          |                   |
| 74 | 8    | 咒語     | 珍諾特·施瓦爾克 | 史蒂芬·S·迪奈特              | 2004年11月10日 | 2T5208   | 5.51              |
| 拉娜在接觸一本魔法書後被伊莎貝爾·托羅附身，露易絲和克洛也被另外兩名在16世紀被燒死的女巫附身。三名女巫打算復仇，並找回藝石。克拉克試圖阻止但被剝奪超能力，藏礦石的地方——洞窟也被三人得知。克拉克隻身前往洞窟，與三名女巫對峙。他抓住藝石，恢復了超能力，並從眼睛射出熱能燒毀了魔法書，將拉娜、露易絲和克洛從女巫的掌控中救出。 |      |          |                 |                              |                |          |                   |
| 75 | 9    | 危險關係 | 特倫斯·奧哈拉   | 路克·休哈斯                  | 2004年11月17日 | 2T5209   | 5.06              |
| 萊克斯遭控殺害一名女子，克拉克開始找尋證據來幫萊克斯脫罪。發誓自己已改過自新的李涅給了克拉克線索。克拉克發現，這案子的兇手是一位曾與萊克斯有過戀情卻遭拋棄的女子。在阻止該名女子燒死萊克斯後，克拉克開始覺得自己對萊克斯的認識嚴重不足。同時，拉娜遇見了傑森的母親珍娜薇·帝克（Genevieve Teague），發現她曾出現在當年處決女巫的現場。 |      |          |                 |                              |                |          |                   |
| 76 | 10   | 惡夢驚慌 | 大衛·卡森       | 布萊恩·彼得森、凱利·薩德斯   | 2004年12月1日  | 2T5210   | 4.89              |
| 路德公司的秘密實驗失敗，導致危險的毒素散播到小鎮。受感染的人會想像自己的噩夢成真，隨即昏厥。拉娜、克洛、傑森、強納森與瑪莎等人都先後倒下。眾人命在旦夕，但解毒劑還需要很久才能加熱完成。克拉克偷偷用超能力讓解毒劑加熱，萊克斯隨即用自己來測試解毒劑。在證實解毒劑有效後，眾人很快就被醫好了。 |      |          |                 |                              |                |          |                   |
| 77 | 11   | 不安     | 格雷格·畢曼     | 史蒂芬·S·迪奈特、傑夫·羅伯   | 2005年1月26日  | 2T5211   | 4.21              |
| 被主治醫師認定已痊癒的愛麗西亞·貝克（Alicia Baker，曾出現在第三季的劇集《著魔的愛情》中）被放出精神病院，回到小鎮。克拉克原先懷疑愛麗西亞所言之真假，但渴望有個能理解他的伴侶的克拉克逐漸與她發展出戀情。愛麗西亞打算讓兩人的關係更進一步時，克拉克遲疑了。對此，她決定使用紅色氪石，讓克拉克與她私奔並結婚。在完婚後，愛麗西亞收回了紅色氪石，克拉克感到無比震驚與憤怒，但最後仍決定原諒愛麗西亞。同時，與傑森日益疏遠的拉娜決定與傑森發生性關係，以挽救兩人的戀情。傑森表示，他與拉娜之所以會疏離是因為他懷疑他母親在從中操控。 |      |          |                 |                              |                |          |                   |
| 78 | 12   | 排擠陷害 | 保羅·夏皮羅     | 霍莉·哈羅德                  | 2005年2月2日   | 2T5212   | 4.78              |
| 拉娜與傑森遭到神秘人的攻擊，險些喪命。因為種種證據，愛麗西亞被當作頭號嫌疑犯。克拉克開始懷疑愛麗西亞，傷了她的心。愛麗西亞用計讓克拉克在克洛面前使用超能力，不過克洛選擇不將此張揚出去。愛麗西亞找到了真正的兇手，卻被其所殺。悲痛欲絕的克拉克抓到了兇手，一怒之下差點殺了他。事後，克拉克不斷責怪自己沒有相信愛麗西亞。 |      |          |                 |                              |                |          |                   |
| 79 | 13   | 錄取     | 珍諾特·施瓦爾克 | 陶德·史拉夫金、戴倫·史維莫   | 2005年2月9日   | 2T5213   | 4.91              |
| 為了招募克拉克加入他們的足球隊，大都會大學派明星球員傑夫·強斯（Geoff Johns）帶克拉克參加歡迎派對。然而，大都會大學的一名球員離奇死亡，曾受他騷擾而踹他一腳的露易絲是頭號嫌疑犯。克拉克發現傑夫有超能力，所有知道傑夫祕密的人都遭到攻擊，包括露易絲。克拉克擊倒了傑夫，並救了露易絲。 |      |          |                 |                              |                |          |                   |
| 80 | 14   | 氪狗     | 詹姆斯·馬歇爾   | 路克·休哈斯                  | 2005年2月16日  | 2T5214   | 5.08              |
| 露易絲在開車時撞到一隻狗，將牠帶回農場。克拉克發現這隻狗擁有非比尋常的力量。經調查後，克拉克與露易絲發現，這隻狗是路德公司一項已取消的實驗計畫的實驗品，被人利用來犯案。兩人發現，歹徒的下一個目標是路德公司的運鈔車。克拉克與露易絲阻止了歹徒。最後，克拉克收養了牠。 |      |          |                 |                              |                |          |                   |
| 81 | 15   | 神聖     | 布萊德·特納     | 布萊恩·彼得森、凱利·薩德斯   | 2005年2月23日  | 2T5215   | 5.26              |
| 在得知傑森與萊克斯正在中國上海尋找藝石後，克拉克和拉娜也跟著趕到了上海。克拉克發現了藝石，但這時伊莎貝爾·托羅再次附身在拉娜的身上，試圖搶回藝石。克拉克擊敗了伊莎貝爾·托羅。傑森趁著眾人沒發現時偷偷拿走了藝石。 |      |          |                 |                              |                |          |                   |
| 82 | 16   | 露西     | 大衛·貝瑞特     | 尼爾·薩杜、丹尼爾·蘇爾茨貝格 | 2005年3月2日   | 2T5216   | 4.51              |
| 露易絲多才多藝的妹妹露西·蓮恩（珮頓·利斯特飾演）來到了小鎮上，其魅力讓鎮民們都喜歡上她。然而，一晚克拉克逮到了正要偷塔龍的錢的露西，意外發現了她的黑暗面。在克拉克的逼問下，露西道出她來到小鎮的原因——她從小在眾人眼中就是乖小孩，並被送去就讀好學校，但因其他同學都很有錢，露西為了裝闊而向地下錢莊借錢，無力償還的她遭到追殺。萊克斯決定幫忙還錢，並順便幫地下錢莊一網打盡。然而，計畫失敗，露西與露易絲皆被綁架。露西坦承，自己不得已與地下錢莊的人聯手綁架露易絲。克拉克追上綁匪，將其擊倒。最後，露西偷了萊克斯的車離開。與此同時，藝石被偷的傑森懷疑是李涅所為，但其實是拉娜偷走的。 |      |          |                 |                              |                |          |                   |
| 83 | 17   | 缟瑪瑙   | 特倫斯·奧哈拉   | 史蒂芬·S·迪奈特              | 2005年4月13日  | 2T5217   | 3.85              |
| 一次研究氪石的實驗失敗引發爆炸，讓被波及到的萊克斯分為兩個人，一個是他善良的一面，一個是他邪惡的一面。邪惡的萊克斯將善良的萊克斯囚禁起來，並打算殺掉知情的克洛與克拉克兩人。在發現克拉克的祕密後，萊克斯邀請克拉克與他合作統治世界，克拉克一口回絕。克拉克使用黑色氪石讓兩個萊克斯合而為一。事後，萊克斯忘掉了有關克拉克的秘密的事。 |      |          |                 |                              |                |          |                   |
| 84 | 18   | 靈魂     | 惠特尼·蘭斯克   | 路克·休哈斯                  | 2005年4月20日  | 2T5218   | 4.39              |
| 克洛對於被提名為畢業舞會皇后不知所措，同時也極力邀請不願參加舞會的克拉克與拉娜到場。然而，克洛的競爭對手唐（Dawn）出了車禍，連人帶車摔進了一個滿是氪石的山谷。唐發現自己變成了靈魂的型態，可以隨心所欲地附身在他人身上。她讓拉娜問克拉克是否要一起參加舞會，並試圖讓整所學校陷入火海。克拉克用計成功的阻止了唐。 |      |          |                 |                              |                |          |                   |
| 85 | 19   | 失憶     | 珍諾特·施瓦爾克 | 布萊恩·彼得森、凱利·薩德斯   | 2005年4月27日  | 2T5219   | 4.59              |
| 凱文·葛雷帝（Kevin Grady）是一位能抹去他人記憶的男孩，在一次行竊時讓試圖阻止他的克拉克失憶。克拉克失去了所有記憶，因此而再次愛上了拉娜。萊克斯趁著克拉克失憶時套出了有關科瓦奇洞穴的事。克拉克和克洛經調查後發現，凱文因目睹其父殺害其弟的經過，而被送至夏之林抹除記憶，他也因此獲得了使人失憶的能力；但凱文的記憶已被修改，始終相信是自己殺害了弟弟。克拉克告訴了凱文真相，並阻止了正要消除克洛記憶的凱文的父親。在阻止凱文之父的同時，克拉克也意外恢復了記憶，不過也忘記了24小時內的事情。凱文在與克拉克道別後離開。 |      |          |                 |                              |                |          |                   |
| 86 | 20   | 永恆     | 史蒂芬·S·迪奈特 | 史蒂芬·S·迪奈特              | 2005年5月4日   | 2T5220   | 4.51              |
| 克拉克與拉娜在玉米田裡發現一個棄嬰，並將他帶回肯特農場，取名為伊凡（Evan）。然而，伊凡在短短數天內長成7歲的男孩。經過檢查，伊凡會吸收周遭的能力來成長，在成長的過程中會釋放大量能量，需要雙親的骨髓移植來治療此症狀。接著伊凡又長成了一名少年，根據調查結果，他只要再成長一次，釋放出的能量會殺死他並摧毀的生物。因伊凡的母親已死，克拉克與克洛開始尋找伊凡唯一的機會——在修車廠工作的伊凡之父坦納·薩瑟蘭（Tanner Sutherland），但坦納無意協助伊凡，甚至不承認伊凡是自己的兒子。伊凡與坦納扭打起來，伊凡誤殺了坦納。因失去了唯一的骨髓捐贈者，伊凡的病無法醫好。在伊凡正要成長之際，克拉克用身體蓋住伊凡，盡可能減少了釋放出的能量的衝擊。                                                                                     |      |          |                 |                              |                |          |                   |
| 87 | 21   | 永懷     | 詹姆斯·馬歇爾   | 布萊恩·彼得森、凱利·薩德斯   | 2005年5月11日  | 2T5221   | 3.96              |
| 畢業前夕，斯莫維爾高中的攝影師布蘭登（Brendan）打造了一所與小鎮高中一模一樣的學校，並一一用自己的超能力俘虜學生，帶到他打造的學校，試圖繼續高中生活。克拉克阻止了他。與此同時，李涅與萊克斯被傑森和其母珍娜薇綁架，珍娜薇要李涅交出藝石。李涅透露藝石在拉娜手上。隨後，李涅與萊克斯逃出，李涅槍擊傑森，傑森墜落溪谷，生死不明。 |      |          |                 |                              |                |          |                   |
| 88 | 22   | 畢業典禮 | 格雷格·畢曼     | 陶德·史拉夫金、戴倫·史維莫   | 2005年5月18日  | 2T5222   | 5.47              |
| 珍娜薇找上了拉娜，試圖奪取藝石。伊莎貝爾·托羅短暫控制拉娜用藝石刺死珍娜薇。由於藝石染上了血，一場流星雨將摧毀小鎮，且一股黑暗力量將降臨地球。喬·艾爾告訴克拉克，阻止這一切的唯一方法就是讓三顆藝石合而為一。正當強納森和瑪莎準備撤離時，傑森持槍脅迫兩人說出藝石的下落，將強納森與瑪莎帶到肯特家的房屋質問，突然一顆隕石擊中了屋頂。一顆藝石克拉克早已找到並放在科瓦奇洞穴的密室裡，拉娜將另一顆藝石交給克拉克，而克拉克從萊克斯的保險箱中取走了最後一顆藝石。萊克斯強迫克洛與他進入科瓦奇洞穴找尋藝石，碰巧撞見正將三顆藝石合而為一的克拉克。克拉克將三顆藝石合而為一後被傳送到北極。與此同時，搭乘路德公司直升機離開的拉娜因直升機被隕石擊中墜毀而身受重傷。成功逃離的露易絲從遠方看著已變廢墟的小鎮。 |      |          |                 |                              |                |          |                   |

## 播出與反響
第四季的平均收視率較上一季而言有所下跌，平均每集有440萬人收看，而上一季則是496萬人。該季在根據尼爾森收視率列出的收視人次排名中名列第124名，優於上一季的第141名。集數《惡夢驚慌》的化妝師娜塔莉·卡斯可（Natalie Cosco）榮獲2005年里歐獎的最佳化妝獎。2006年，《靈魂》的攝影師貝瑞·唐納利（Barry Donlevy）獲頒里歐獎最佳電視劇攝影獎，而《神聖》的美術設計師大衛·威爾遜（David Wilson）則拿下了最佳電視劇美術設計獎。2005年，集數《奮戰不懈》於第3屆視覺效果協會獎頒獎典禮上入圍最佳人工場景獎。2006年，季終集《畢業典禮》入圍第4屆視覺效果協會獎最佳視覺效果獎。在2005年青少年票選獎頒獎典禮上，該季入圍了「電視票選獎：最佳男演員」（湯姆·威靈）、「電視票選獎：最佳家長」（安妮特·奧圖勒與約翰·施奈德）及「電視票選獎：最佳死黨」（艾莉森·麥克）。
2005年，《惡夢驚慌》獲金膠捲獎最佳音效剪輯獎（電視劇單集）提名。《畢業典禮》在第57屆黃金時段艾美獎頒獎典禮上入圍傑出電視劇音效剪輯獎。集數《神聖》的攝影師格倫·溫特的表現獲得美國電影攝影師學會肯定。在第31屆土星獎頒獎典禮上，《超人前傳》第四季獲最佳電視劇獎提名，但敗給《LOST檔案》。此外，該季還入圍了最佳電視劇男主角獎（湯姆·威靈）、最佳電視劇男配角獎（麥可·羅森巴姆）及最佳電視劇女配角獎（埃莉卡·杜蘭斯）三個獎項。

## 家庭媒體
在北美，第四季的完整版DVD於2005年9月13日上市。此外，第四季的DVD版本還分別於2005年10月10日和2006年11月11日在區域2及區域4發行。DVD套裝包含多則特別收錄，如劇集評論、多年來不同女演員飾演露易絲·蓮恩的特寫鏡頭及連結至《超人前傳》官網的DVD-ROM等。

## 延伸閱讀
- Byrne, Craig. . Titan Books. 2007-09-04. ISBN 1840239573.

## 外部連結
- 官方网站
- 《超人前傳》各集列表 来自互联网电影数据库